# Juan Gonzalo Gómez Deval
Juan Gonzalo Gómez Deval (Benisanó, Valencia, 1955) is een hedendaags Spaans componist en dirigent

## Levensloop
Zijn eerste muzieklessen kreeg hij in de muziekscholen van de Banda de Música “La Familiar” de Benisanó en Banda Sinfónica “Unión Musical” de Llíria. Later studeerde hij zowel aan het Conservatorio Superior de Música "Joaquín Rodrigo" te Valencia harmonie, contrapunt, fuga, compositie en orkestdirectie bij José María Cervera Lloret en José Ferriz Llorens alsook aan de Escuela de Arte Dramático de Valencia. In het vak klarinet kreeg hij een eerste prijs.
Sinds 1979 is hij klarinettist bij de Banda de Música de la Guardia Municipal de Valencia. Hij is dirigent van de Banda de Música “La Familiar” de Benisanó, van de Banda “Sociedad Musical Eslava” de Albuixech, de Banda “Unión Musical” de Polinyà del Xúquer en tegenwoordig ook van de Banda Centro Instructivo Musical “Santa Cecilia“ de Puçol. Als gastdirigent verzorgt hij optredens met de Agrupación Musical de O Rosal, Pontevedra en de Banda de Música de Felanitx Palma de Mallorca.
Eveneens is hij professor voor klarinet aan de Escuela de Música Municipal te Puçol en 1e directeur van het Orquesta Filarmónica Clásica de Valencia.
In 1998 won hij een 1e prijs bij de compositie-wedstrijd Composición de Pasodoble que convoca la Junta Central Fallera de Valencia.

## Composities

### Werken voor banda (harmonieorkest)
- 2005 Jaime I, el Conquistador, symfonisch gedicht
- Alonso Quijano, quatre esquetxos simfònics
  1. Hidalgo y Caballero
  2. Por tierras de La Mancha
  3. Fiel escudero
  4. Siempre fue, Alonso Quijano
- Astrofísica
  1. Selenografia
  2. La Cara Oculta
- Ayto, paso-doble
- El ciclista timbrón
- Himne a Puçol - tekst: Manel Alonso
- La Batalla de Rande (Sinfonía nº 2)
  1. Flota de Indias
  2. Flota anglo-holandesa
  3. Ría de Vigo
  4. Batalla de la ensenada
- Muralles
  1. La Llegenda
  2. El Poder
  3. La Passió
- O Camiño de Santiago, Sinfonía nº 1 para Banda (symfonie no. 1 voor harmonieorkest)
  1. Meditación y Peregrinaje
  2. Paisaje y Leyenda
  3. Oración y Milagro
  4. Santiago y el Jubileo

- Biblioteca Nacional de España: XX5008839
- Library of Congress Control Number: no2008021447
- MusicBrainz: bdb1264c-2a20-45cf-8fc1-df005e16740a
- Virtual International Authority File: 300063983
- WorldCat: E39PBJrgJGHx7W78xY8YRbP84q